# STS-61-C
STS-61-C (ang. Space Transportation System) – siódma  misja wahadłowca kosmicznego Columbia i dwudziesta czwarta programu lotów wahadłowców.

## Załoga
źródło
- Robert "Hoot" Gibson, (2)* dowódca (CDR)
- Charles F. Bolden Jr., (1) pilot (PLT)
- Franklin Chang-Díaz, (1) specjalista misji (MS2)
- Steven Hawley, (2) specjalista misji (MS3)
- George „Pinky” Nelson, (2) specjalista misji (MS1)
- Robert Cenker (RCA Electronics), (1) specjalista ładunku (PS1)
- Bill Nelson, (1) specjalista ładunku (PS2), senator

*(liczba w nawiasie oznacza liczbę lotów odbytych przez każdego z astronautów)

## Parametry misji
- Masa:
  - startowa orbitera: 116 121 kg
  - lądującego orbitera: 95 325 kg
  - ładunku: 14 724 kg
- Perygeum: 331 km
- Apogeum: 338 km
- Inklinacja: 28,5°
- Okres orbitalny: 91,2 min

## Cel misji
Umieszczenie na orbicie satelity telekomunikacyjnego Satcom KU-1, drugi lot polityka w kosmos (kongresmen Clarence William Nelson).